# Ostren
Ostren is na de gemeentelijke herinrichting van 2015 een deelgemeente (njësitë administrative përbërëse) van de Albanese stad (bashkia) Bulqizë. Ostren ligt in de streek Golloborda, waar vanouds Macedoniërs wonen. Er wordt naast Albanees ook Macedonisch gesproken, al raakt deze taal er meer en meer in onbruik.
De woonkernen van Ostren zijn Kojavec, Lejçan, Lladomericë, Okshtun i Madh, Okshtun i Vogël, Oreshnjë, Orzhanovë, Ostren i Madh, Ostren i Vogël, Pasinkë, Radovesh, Tërbaç en Tuçep.

## Bevolking
Volgens de volkstelling van 2011 telt deelgemeente Ostren 3034 inwoners; een scherpe afname vergeleken met 4855 inwoners in het jaar 2001. De meeste inwoners zijn etnische Albanezen. Er woont tevens ook een (geïslamiseerde) Macedonische gemeenschap, ook wel Torbesji genoemd, maar vanwege de jarenlange assimilatie beschouwen zij zich eerder als etnische Albanezen
Van de 3.034 inwoners zijn er 821 tussen de 0 en 14 jaar oud, 1944 inwoners zijn tussen de 15 en 64 jaar oud en 269 inwoners zijn 65 jaar of ouder.

#### Religie
De bevolking is nagenoeg uitsluitenend islamitisch/soennitisch (97%). Zo'n 0,3 procent van de bevolking is christelijk.
| Plaats | Bevolking (2011) | Islam (%)    | Katholiek (%) | Orthodox (%) | Bektashisme (%) |
| ------ | ---------------- | ------------ | ------------- | ------------ | --------------- |
| Ostren | 3.034            | 2.946 97,10% | 1 0,03%       | 7 0,23%      | -               |